# Liste der Kulturdenkmale in Enge-Sande
In der Liste der Kulturdenkmale in Enge-Sande sind alle Kulturdenkmale der schleswig-holsteinischen Gemeinde Enge-Sande (Kreis Nordfriesland) und ihrer Ortsteile aufgelistet (Stand: 10. März 2025).

## Legende
In den Spalten befinden sich folgende Informationen:
- Objekt-ID: die Nummer des Kulturdenkmales
- Lage: die Adresse des Kulturdenkmales und die geographischen Koordinaten. Kartenansicht, um Koordinaten zu setzen. In der Kartenansicht sind Kulturdenkmale ohne Koordinaten mit einem roten Marker dargestellt und können in der Karte gesetzt werden. Kulturdenkmale ohne Bild sind mit einem blauen Marker gekennzeichnet, Kulturdenkmale mit Bild mit einem grünen Marker.
- Offizielle Bezeichnung: Bezeichnung des Kulturdenkmales
- Beschreibung: die Beschreibung des Kulturdenkmales
- Bild: ein Bild des Kulturdenkmales

## Sachgesamtheiten
| Objekt-ID      | Lage                                     | Offizielle Bezeichnung | Beschreibung | Bild                             |
| -------------- | ---------------------------------------- | ---------------------- | --- | -------------------------------- |
| 40610 Wikidata | Dorfstraße (54° 43′ 37″ N, 8° 58′ 42″ O) | Kirche Enge            | Die evangelische Kirche stammt wahrscheinlich aus dem 13. Jahrhundert. In den Jahren 1700 bis 1717 wurde die Kirche umgebaut. Im Inneren ein dreiteiliger Altar aus der Zeit um 1515 / 1520. Aktualisierung vorgesehen - Begründung: geschichtlich, künstlerisch, städtebaulich, Kulturlandschaft prägend - Schutzumfang: Kirche mit Ausstattung, Glockenhaus, Kirchhof, Grabmale bis 1870, Ostertor, Westertor, Feldsteinwall | weitere Fotos \| Fotos hochladen |

## Bauliche Anlagen
| Objekt-ID     | Lage                                         | Offizielle Bezeichnung | Beschreibung | Bild            |
| ------------- | -------------------------------------------- | ---------------------- | --- | --------------- |
| 46213         | Bundesstraße 20 (54° 44′ 9″ N, 8° 56′ 52″ O) | Wohnhaus mit Gewerbe   | Wohnhaus mit Gewerbe; 1925; ehem. Butterversand, eingeschossiger Backsteinbau über hohem Sockelgeschoss mit pfannengedecktem Schopfwalmdach, Südseite mit polygonalem Standerker und Zwerchhaus - Begründung: geschichtlich, städtebaulich - Schutzumfang: gesamtes Objekt - Denkmaltyp: Bauliche Anlage                                                           | BW              |
| 5811          | Dorfstraße 31 (54° 43′ 32″ N, 8° 59′ 5″ O)   | Geesthardenhaus        | Geesthardenhaus; 1852; eingeschossiges, backsteinernes Langhaus unter teilweise reetgedecktem Schopfwalmdach, Wohnteil mit flachem Dreiecksgiebel über dem Hauseingang, Stallteil mit rundbogigen Lootor - Begründung: geschichtlich, Kulturlandschaft prägend - Schutzumfang: gesamtes Objekt - Denkmaltyp: Bauliche Anlage                                       | BW              |
| 5813          | Dorfstraße 45 (54° 43′ 26″ N, 8° 59′ 46″ O)  | Geesthardenhaus        | Geesthardenhaus; 1865; eingeschossiger, traufständiger Backsteinbau unter Schopfwalmdach, Zwerchhaus über dem Hauseingang, Stallteil mit rundbogigem Lootor und kurzem, südlichem Flügelbau - Begründung: geschichtlich, Kulturlandschaft prägend - Schutzumfang: gesamtes Objekt - Denkmaltyp: Bauliche Anlag                                                     | BW              |
| 5812          | Dorfstraße 48 (54° 43′ 30″ N, 8° 59′ 21″ O)  | Schmiede               | Schmiede; nach 1854; eingeschossiger, traufständiger Backsteinbau unter pfannengedecktem Satteldach, gusseiserne Segmentbogenfenster, zweiflügeliges Tor, im Inneren Ziegelboden und Esse - Begründung: geschichtlich, städtebaulich, Kulturlandschaft prägend - Schutzumfang: gesamtes Objekt - Denkmaltyp: Bauliche Anlage                                       | BW              |
| 5814 Wikidata | Dorfstraße 57 (54° 43′ 6″ N, 9° 0′ 15″ O)    | Bauernhaus             | Wohn- und Wirtschaftsgebäude; 18./19. Jh.; eingeschossiger, langgestreckter Backsteinbau mit reetgedecktem Walmdach, kleiner Backengiebel mit Heuluke über dem Eingang - Begründung: geschichtlich, Kulturlandschaft prägend - Schutzumfang: gesamtes Objekt - Denkmaltyp: Bauliche Anlage                                                                         | BW              |
| 4000 Wikidata | Dorfstraße (54° 43′ 37″ N, 8° 58′ 42″ O)     | Kirche mit Ausstattung | Alteintragung (Aktualisierung vorgesehen) - Begründung: geschichtlich, künstlerisch, städtebaulich - Schutzumfang: Kirche mit Ausstattung, Glockenhaus - Denkmaltyp: Bauliche Anlage, Sachgesamtheit: Kirche Enge | Fotos hochladen |
| 46204         | Kirchensteig 2 (54° 43′ 35″ N, 8° 58′ 49″ O) | ehem. Schule           | ehem. Schule; 1880; eingeschossiger, traufständiger Backsteinbau unter schiefergedecktem Satteldach, quergelagerter Eingangsvorbau mit Rundbogenportal; reetgedecktes altes Schulhaus der 1820er Jahre - Begründung: geschichtlich, städtebaulich, Kulturlandschaft prägend - Schutzumfang: ehem. Schule, Nebengebäude (alte Schule) - Denkmaltyp: Bauliche Anlage | BW              |

## Gründenkmale
| Objekt-ID      | Lage                                     | Offizielle Bezeichnung | Beschreibung | Bild |
| -------------- | ---------------------------------------- | ---------------------- | --- | ---- |
| 19336 Wikidata | Dorfstraße (54° 43′ 37″ N, 8° 58′ 42″ O) | Kirchhof               | Alteintragung (Aktualisierung vorgesehen) - Begründung: geschichtlich, Kulturlandschaft prägend - Schutzumfang: Kirchhof, Grabmale bis 1870, Ostertor, Westertor, Feldsteinwall - Denkmaltyp: Gründenkmal, Sachgesamtheit: Kirche Enge | BW   |

## Quelle
- Liste der Kulturdenkmale in Schleswig-Holstein – Kreis Nordfriesland (PDF)

- Karte mit allen Koordinaten:
- OSM |
- WikiMap